# Robert R. Wilson

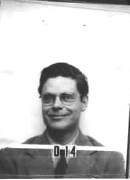
Robert Wilson (Los-Alamos-Dienstausweis während des Zweiten Weltkriegs)

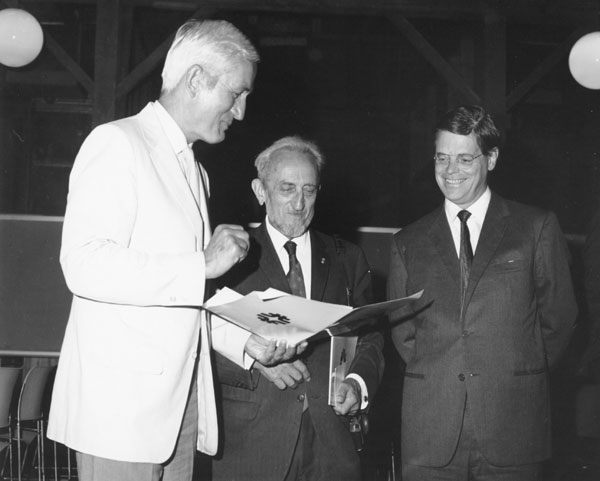
Norman Ramsey (links), Francis Perrin (Mitte) und Robert R. Wilson (rechts), 1970

Robert Rathbun Wilson (* 4. März 1914 in Frontier, Wyoming; † 16. Januar 2000 in Ithaca, New York) war ein US-amerikanischer Physiker, der in der Entwicklung von Teilchenbeschleunigern aktiv war und Gründungsdirektor des Fermilab war.
Er stammt aus Frontier, Wyoming, und kam als Scheidungskind mit acht Jahren zu seiner Großmutter in die Nähe von Chicago. Von 1932 bis 1938 studierte er zunächst Elektrotechnik an der University of California, Berkeley, wo er 1936 seinen Bachelorabschluss cum laude machte und 1940 bei Ernest Orlando Lawrence promoviert wurde. Seine erste Arbeit in Physical Review veröffentlichte er 1932, als er noch auf dem College war. An der Universität Princeton, New Jersey, wo er als Physik-Dozent arbeitete, begegnete er Albert Einstein.
Wilson entwickelte zwischen 1941 (noch in Princeton) und 1943 eine elektromagnetische Methode zur Trennung von Uran-Isotopen (Isotron genannt). Die Isotopen-Trennung war ein wichtiger Schritt auf dem Weg zur Atombombe, praktisch umgesetzt wurde sie allerdings in großen Gasdiffusionsanlagen in Oak Ridge. Er wurde einer der jüngsten leitenden Mitarbeiter beim Manhattan Project in Los Alamos, wo er die Abteilung für experimentelle Kernphysik leitete und zunächst mit Kollegen ein Zyklotron aus Harvard installierte, und war an der weiteren Entwicklung der amerikanischen Atombombe beteiligt. Nebenbei war er auch in der Kommunalpolitik in Los Alamos als Vorsitzender des Rats der Stadt aktiv. 1946 wurde er Fellow der American Physical Society.
Nach dem Zweiten Weltkrieg war er kurz an der Harvard University (für die er ein neues Zyklotron in Berkeley entwarf) und ab 1947 an der Cornell University. Er leitete dort im weiteren Verlauf seiner Karriere die Entwicklung von Beschleunigern an der Cornell University wie dem 300 MeV Elektronen-Synchrotron in den 1950er Jahren. Er leitete dort bis 1967 das Laboratory of Nuclear Studies (LNS), sein Nachfolger war sein enger Mitarbeiter Boyce McDaniel. Die Entwicklung führte dort bis hin zum Elektron-Positron-Speicherring der Cornell University (CESR) (das ab 1979 in Betrieb war), wo das entsprechende Labor heute seinen Namen trägt (Wilson Synchrotron Laboratory).
Er war Gründungsdirektor des Fermi National Accelerator Laboratory (Fermilab), das er von 1967 bis 1978 leitete. Unter seiner Leitung wurde der 400 GeV Ringbeschleuniger, der damals weltweit führend war, termingerecht und unter den veranschlagten Kosten fertiggestellt. Er prägte auch äußerlich das Gesicht des Labors, das durch zwei Doppeltürme im Stil französischer Kathedralen (Wilson Hall) – für den künstlerisch veranlagten Wilson war der Bau von Teilchenbeschleunigern das kulturelle Äquivalent für den Kathedralbau im Mittelalter- und eine weidende Bison-Herde, eine Reminiszenz an seine Herkunft aus dem Mittleren Westen der USA, auffällt.
Nach seiner Zeit am Fermilab wurde er 1980 Professor Emeritus in Cornell.
Nach den Erinnerungen von Richard Feynman in dessen Autobiographie war Wilson, der beim ersten Atombombentest die Strahlungsmessungen durchführte, über die Wirkung erschüttert. Nach dem Krieg setzte er sich für nukleare Abrüstung ein und war Mitbegründer der Federation of American Scientists, deren Vorsitzender er 1946 war.
Seinen Lebensabend verbrachte er in einem Altersheim in Ithaca, New York, wo er an einer Lungenentzündung verstarb. Er war in seiner Freizeit bildhauerisch aktiv, einige seiner Arbeiten sind zum Beispiel am Fermilab. 1973 erhielt er die National Medal of Science und 1984 den Enrico-Fermi-Preis. Er war Mitglied der National Academy of Sciences, der American Academy of Arts and Sciences und der American Philosophical Society.
Er war fast sechzig Jahre mit Jane Scheyer verheiratet und hatte drei Söhne.
Nach ihm ist der Robert R. Wilson Prize der American Physical Society für Beschleunigerphysik benannt.